# Charlotte De Bruyne
Charlotte De Bruyne (Gent, 11 september 1990) is een Belgische actrice.

## Biografie
Ze begon in 2002 theaterateliers te volgen in jeugdtheater de Kopergietery in Gent. In 2008 begon ze haar theateropleiding aan het KASK in Gent.  Sinds dat jaar speelt ze ook bij theatergezelschap Ontroerend Goed.  Ze speelde er in "Pubers Bestaan Niet", "A Game Of You", "Intern", "The Smile Off Your Face", "Under the Influence" en A History Of Everything (deze laatste in samenwerking met de Sydney Theatre Company).
In 2011 maakte ze, onder de vleugels van Ontroerend Goed, haar eerste eigen voorstelling "XXXO", samen met collega Nathalie Verbeke. Ze won hiermee in 2012 de Total Theatre Award voor beste jong werk op het Edinburgh Fringe Festival. In 2014 speelde ze met vijf collega's van Ontroerend Goed "Wijven", in regie van haar echtgenoot Alexander Devriendt.
In 2012 speelde ze een van de hoofdrollen in de speelfilm Little Black Spiders van Patrice Toye en in 2013 vertolkte ze een gastrol in de televisiereeks De Ridder.
In het najaar 2023 heeft ze deelgenomen aan de De Slimste Mens ter Wereld. Haar deelname bleef beperkt tot 1 keer.

## Filmografie (selectie)

### Films
- 2023: Het smelt
- 2022: Tori et Lokita
- 2018: Niet schieten
- 2016: Calico Skies
- 2016: Achter de wolken
- 2014: Flying Home
- 2012: Little Black Spiders

### Televisie
- 2024: Juliet (6 afleveringen)
- 2021: Grond (8 afleveringen)
- 2021: H24, 24 h de la vie d'une femme (1 aflevering)
- 2020-2021: Black-out (6 afleveringen)
- 2019-2020: De twaalf (9 afleveringen)
- 2017: Kafka (4 afleveringen)
- 2015: Professor T. (2 afleveringen)
- 2015: Bevergem (1 aflevering)
- 2014: Vriendinnen (4 afleveringen)
- 2013: De Ridder (1 aflevering)